# Gert Potgieter
Gert Potgieter (eigentlich: Gerhardus Cornelius Potgieter; * 16. April 1937 in Pretoria) ist ein südafrikanischer Leichtathlet, der in der zweiten Hälfte der 1950er Jahre zur Weltspitze im 400-Meter-Hürdenlauf gehörte. Er war der Erste, der diese Strecke elektronisch gestoppt in weniger als 50 Sekunden lief. Auf der Liste der Weltjahresbesten rangierte er 1957 an dritter, 1958 und 1960 an zweiter und 1959 sogar an erster Stelle. Potgieter war bekannt für seine Angewohnheit, mitten im Lauf das Sprungbein zu wechseln, so dass er die Hürdenstrecke jeweils zur Hälfte im 13-er und im 14-er Rhythmus lief. 
Potgieters Erfolgsjahr war das Jahr 1958, als er bei den British Empire and Commonwealth Games in Cardiff zwei Goldmedaillen gewann:
- über 440 Yards Hürden in der Weltrekordzeit von 49,73 s vor dem Australier David Lean in 50,59 s und dem Kenianer Bartonjo Rotich in 51,75 s
- über 4-mal 440 Yards in 3:08,21 min vor Großbritannien in 3:09,61 min und Jamaika in 3:10,08 min

Auch im darauffolgenden Jahr 1959 war das Glück auf seiner Seite: Er lernte seine zukünftige Frau, die deutsche Weitspringerin Renate Junker, kennen, die sich als Touristin in Südafrika aufhielt. In den Olympiajahren 1956 und 1960 war er dagegen vom Pech verfolgt. Bei den Olympischen Spielen 1956 in Melbourne hätte er eine Medaille gewonnen, wenn er nicht an der letzten Hürde hängen geblieben und vom dritten auf den letzten Platz zurückgefallen wäre. Vier Jahre später sollte es noch schlimmer für ihn kommen. Zunächst machte er sich selbst das schönste Geburtstagsgeschenk, als er am 16. April in Bloemfontein bei den südafrikanischen Meisterschaften, nachdem er bereits über 220 Yards Hürden den Titel gewonnen hatte (22,8 s), die 440 Yards Hürden in 49,3 s zurücklegte und erfahren durfte, dass diese Zeit als neuer Weltrekord anerkannt wurde, obwohl sie auf einer 500-Meter-Bahn mit nur einer Kurve gelaufen worden war. Zu dem erwarteten Duell mit dem US-Amerikaner Glenn Davis sollte es jedoch nicht kommen. Wenige Wochen vor den Olympischen Spielen in Rom erlitt Potgieter während eines Aufenthalts in Deutschland einen schweren Autounfall, bei dem er ein Auge verlor. Der Versuch eines Comebacks scheiterte. 
Gert Potgieter und seine Frau leben heute in Pretoria.